# Chevalia aviculae
Chevalia aviculae is een vlokreeftensoort uit de familie van de Chevaliidae. De wetenschappelijke naam van de soort is voor het eerst geldig gepubliceerd in 1904 door Alfred O. Walker. De soort was aangetroffen in Sri Lanka (toen nog Ceylon).
C. aviculae is de typesoort van het geslacht Chevalia. 